# Митник, Петр Епифанович
Митник, Петр Епифанович (17 ноября 1865, Ереван — 11 ноября 1921, Владикавказ) — российский врач, владевший клиникой во Владикавказе, общественный деятель и журналист.

## Ранние годы
Родился в Ереване (крещен в церкви 23-го Кавказского линейного батальона). Обучался 12 лет во 2-й Тифлисской классической гимназии, окончив полный курс 9 июня 1890 года (проживал в Новотроицком поселении, доме Семчевского). В том же году зачислен в Санкт-Петербургский университет, поступив на естественный разряд физико-математического факультета (за это время сменил 7 адресов проживания на Васильевском острове). Пытался перевестись в Горный институт и Военно-медицинскую Академию. В 1892 году перешёл на медицинский факультет Харьковского университета, по окончании которого получил степень лекаря (1896) и звание уездного врача (1897).

## Биография
10 марта 1897 он был определен на службу при городском общественном управлении Владикавказа для наблюдения за санитарным состоянием города, оказания помощи бедным, больным и осмотра пищевых продуктов на базарах. 9 декабря определен врачом при Владикавказском городском общественном управлении с правами государственной службы. Параллельно с этим стал училищным врачом при Владикавказской женской прогимназии, а также работал врачом в городском Николаевском училище.

Около 1901 года управа Владикавказа поручила Петру Митнику заведовать помещением (больничкой) для заразных (венерических) больных. В тот же период он публикует статью «Санитарные недостатки г. Владикавказа» в издании «Записки Терского медицинского общества». 22 марта 1902 года Петр Митник, как доверенное лицо коллектива врачей, написал прошение о создании частной "Лечебницы врачей-специалистов" во Владикавказе. Лечебница для приходящих больных открыла свои двери с 1 сентября 1903 года. Уже 4 декабря 1904 года состоялось общее собрание ее учредителей, принявшее решение о закрытии.

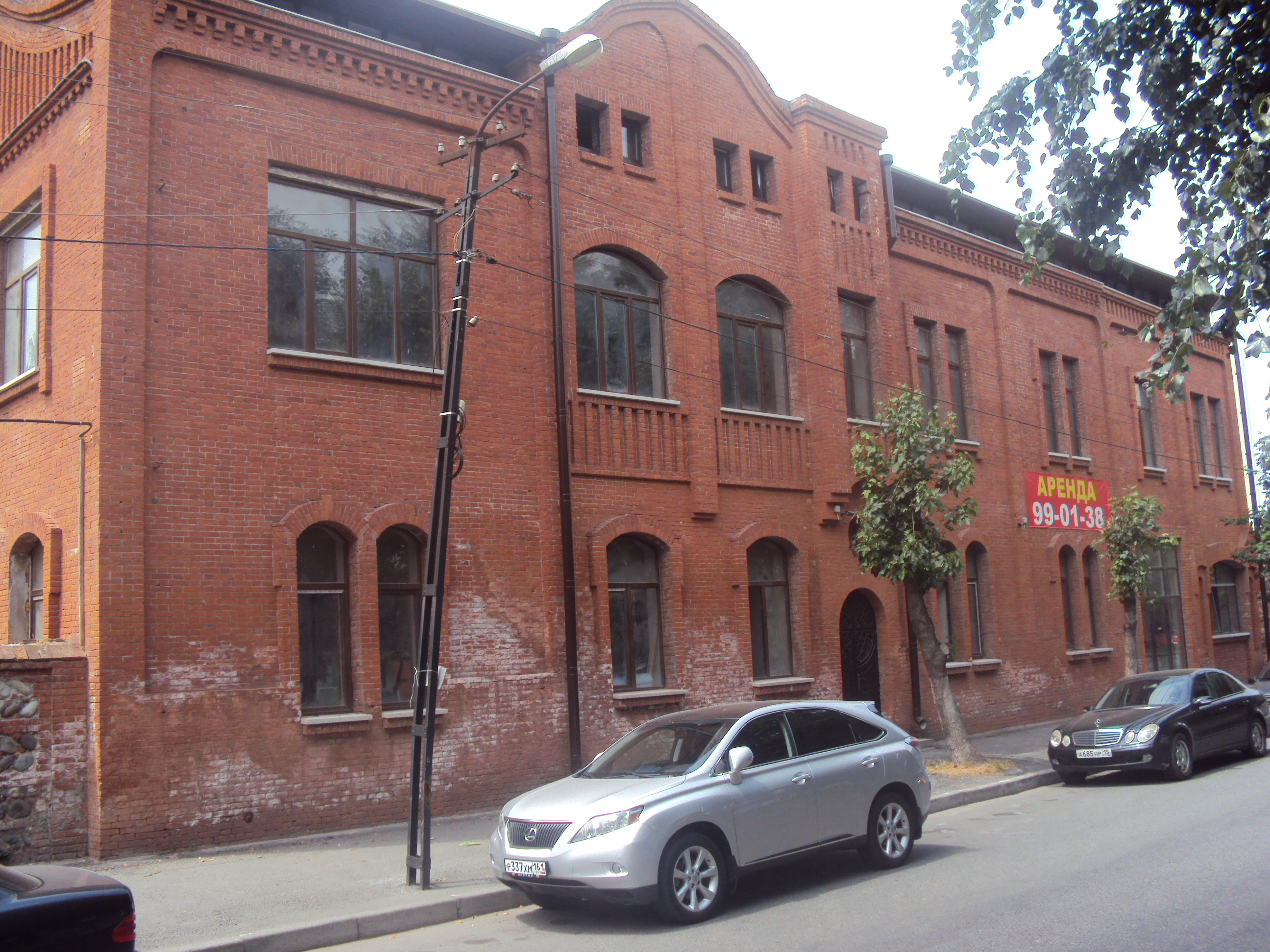
Здание бывшей клиники док. Митника (до этого — клиника Исаковича) во Владикавказе. Современное состояние.

1 января 1906 года по представлению председателя педагогического совета Владикавказской женской гимназии от награжден орденом Св. Станислава 3-й степени. В этот же период Петр Епифанович уже активно участвует в общественных учреждениях Владикавказа, имея связи с городской интеллигенцией. Например, на похоронах осетинского поэта Косты Хетагурова в числе прочих был возложен венок с подписью «Певцу гор Коста – от доктора Митника». В то время клиника П Е. Митника была на пересечении улицы Гимназической и Павловского переулка в здании двухэтажного особняка купца Дмитрия Ястрембского, она была передана под лазарет в годы Первой мировой войны.
24 ноября 1908 года во Врачебное отделение Терского областного правления было направлено прошение от него и еще двоих врачей (Григория Яковлевича Островского и Александра Александровича Семенова) с намерением открыть родильный приют и лечебницу для женских болезней под управлением Митника. 4 марта 1909 года Митник, по постановлению Владикавказской городской думы, уволен от службы.
Был лично знаком с С. М. Кировым, когда тот под псевдонимом Миронов приехал во Владикавказ и гостил у Серебренниковых. Когда Киров вместе А.И. Духовским, Серебренниковым и Лучковым совершал совместное восхождение на Казбек, П.Е. Митник рекомендовал им в напарники спортсменку слушательницу медицинских курсов, приехавшую на каникулы из Петербурга, Евгению Эрастовну Пенионжкевич. Митник работал вместе с Кировым в редакции газеты «Терек» (одно время Петр Епифанович был ее редактором) и «Политическом красном кресте». Входил в комиссию для призрения раненых и больных воинов, учрежденную городской управой г. Владикавказа в годы Первой мировой войны. 10 ноября 1911 года Петром Митником была куплена больница у К.А. Исаковича, в советские годы ставшая 3-й советской больницей. На 1912 год помимо врачебной деятельности Митник был старшиной «Владикавказского общественного собрания». В 1912-1913 годы являлся издателем и редактором газеты «Вестник Терского студенчества». 29 августа 1912 года, будучи председателем Терского отделения Всероссийской туберкулезной лиги, написал прошение об открытии во Владикавказе бесплатной лечебницы для туберкулезных больных.
18 сентября 1912 надворный советник Петр Епифанович Митник запросил место врача при почтово-телеграфном округе, куда был определен по вольному найму, оставаясь врачом и надзирателем женской прогимназии. На 1 марта 1916 года, будучи гласным владикавказской городской думы, также состоял во «Всероссийском союзе городов помощи больным и раненым воинам». 11 января 1917 года коллежскому асессору П.Е. Митнику был присужден орден Св. Анны III-й степени.
После октябрьской революции продолжал заведовать бывшей своей клиникой. Там он заразился сыпным тифом, от которого умер 11 ноября 1921 года. Прощание состоялось в Братской церкви. Похоронен в ограде Старого (Спасо-Преображенского) собора Владикавказа.
Активная деятельность П.Е. Митника во многих общественных организациях Владикавказа была отражена в фельетоне газеты «Терские ведомости»:

«Из Севильского цирюльника» — Фигаро здесь, Фигаро там. Всюду и тут и там — порхающий Фигаро. И был бы вездесущим Фигаро, если бы не был доктором Митником. Есть город Владикавказ и есть доктор Митник. Но если бы у Владикавказа не было своего имени, то это человеческое поселение получило бы название — вотчина доктора Митника. Было время, когда все общества в городе имели своим председателем Митника. Теперь только половина имеет эту честь, но заметьте — целая половина. И если общество устраивает вечер, то Петр Епифанович конечно в центре организации. И если вечер дает дефицит, то уплачивает его тот же Петр Епифанович. Вспомните день колоса ржи, дни белой ромашки — это доктор Митник стоял за всем этим проявлением общественной самодеятельности. И когда студенты устраивают свои вечера, когда туберкулезная лига дает бал, когда трудовой пункт… когда… когда… — за все этим стоит грузная фигура Митника. Как же можно обойтись без Петра Епифановича? И когда случается неудача говорят — это потому, что не было Митника. Митник — врач. Значит городской врач Митник? Ну, конечно П. Е. был городским врачом и получил даже чин надворного советника. Значит, и частная лечебница в городе Митника. Ну, конечно, Митника. Какие тут могут быть сомнения. Если перевести взор на газету, такую казалось бы особую специальную область, где должны быть профессионалы, то и там мы можем встретить ту же подпись — П. Е. Митник. Был редактором газеты «Казбек». Странно было бы, если бы он не был гласным, человек столь общественный. И он конечно гласный. Но после всего этого зная предел силам человеческим и времени можно было бы предположить, что Митника нельзя увидеть ни в театре, ни за зеленым столом в клубе, ни тем более в гостиной в дамском обществе. Но, оказывается, эти предположения ничего не стоят. Ни одной копейки. Потому, что в театре Митник раньше в первом ряду, а теперь в управской ложе. Потому, что клуб имеет его своим старшиной. Потому, что среди дам — ах, Петр Епифанович! Где же граница его вездесущию? А нет ее, вероятно. Но, когда же все это сделать? Столько дел! И столько не дела! А это как сказал о себе сам Митник: — Я всюду распорядителем и всюду обнаруживаю нераспорядительность…"— П.Е.Миник (фельетон) (рус.) // Терские ведомости : газета. — 1914. — 18 декабрь (№ 269).

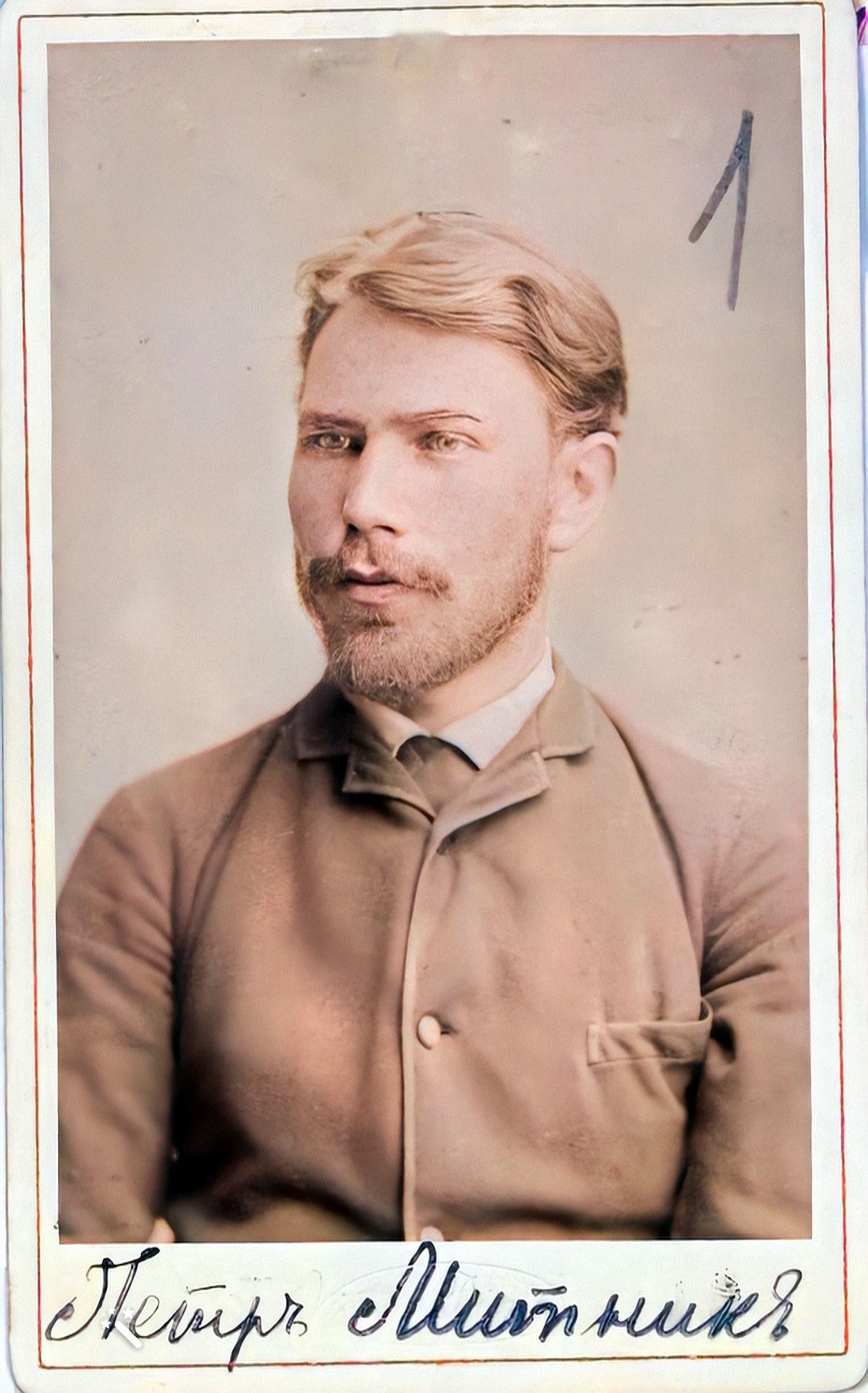
Петр Епифанович Митник. Студент Петербургского университета. 1890 г. ЦГИА СПб Ф. 14. Оп. 3. Д. 27364 Л.1. Ретушь
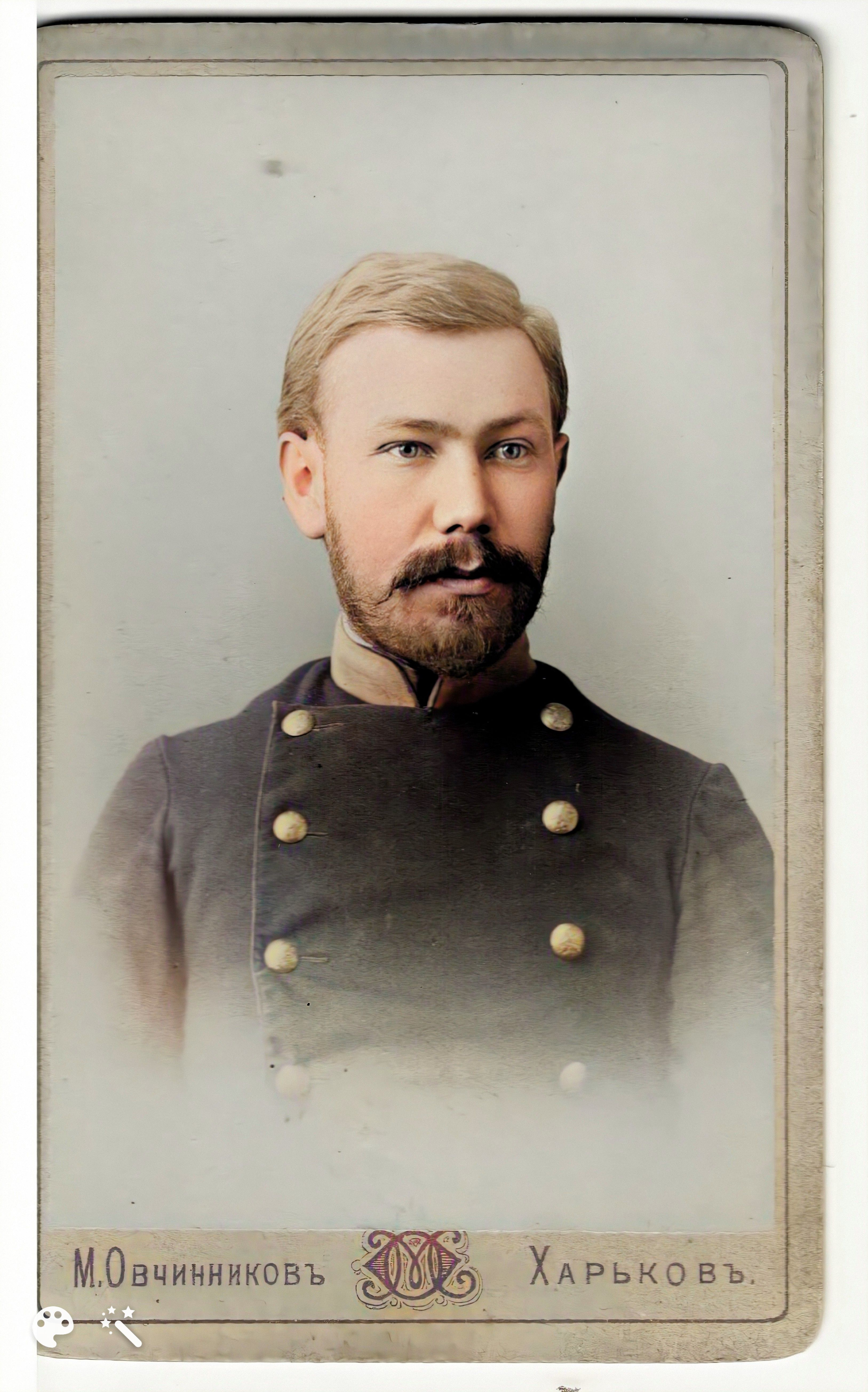
Петр Епифанович Митник при поступлении в Харьковский университет. 28.10.1892 г. Харьков. Семейный архив. Ретушь, колоризация, семейный архив
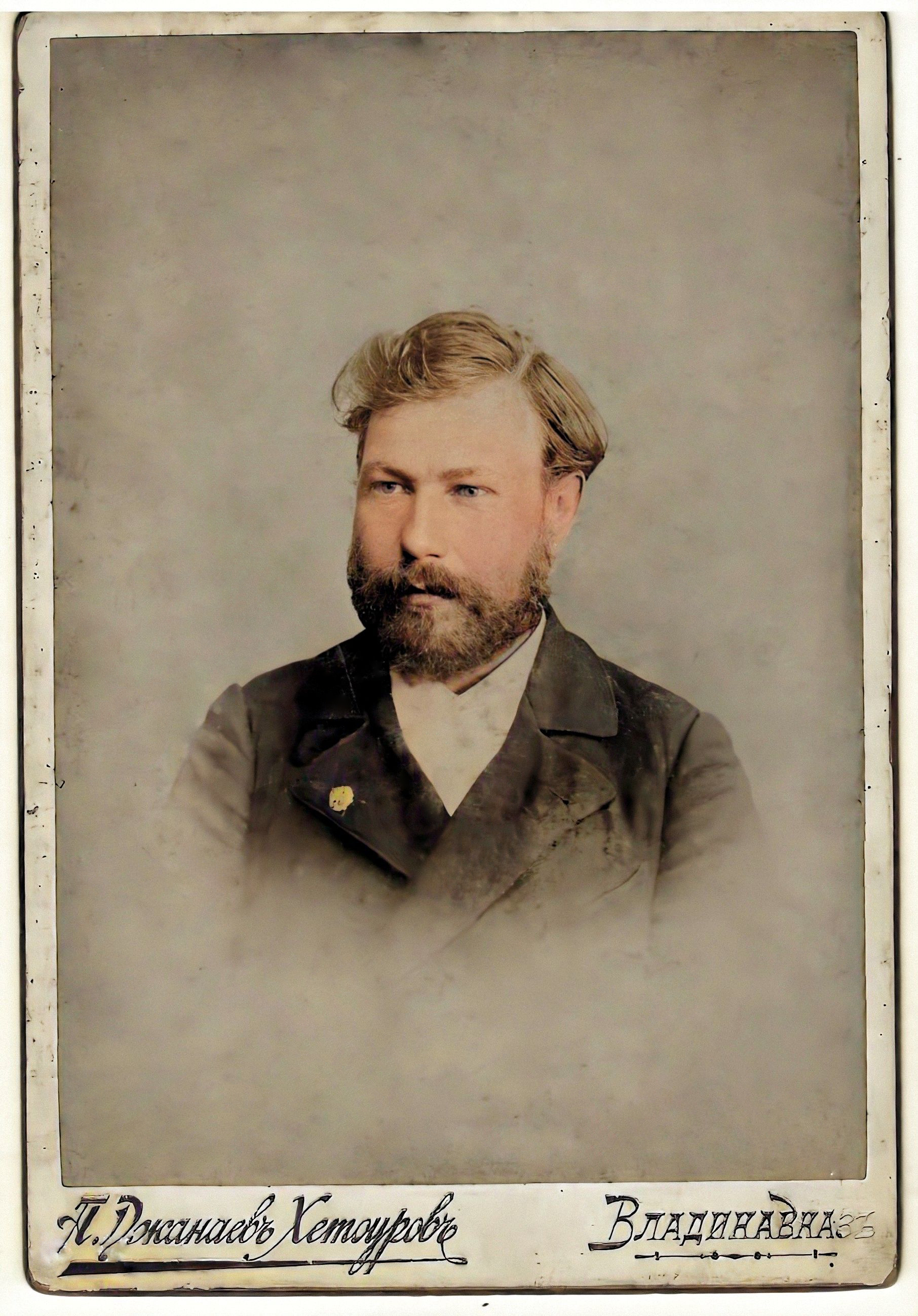
Петр Епифанович Митник ок.1899-1901. Ретушь, колоризация, семейный архив
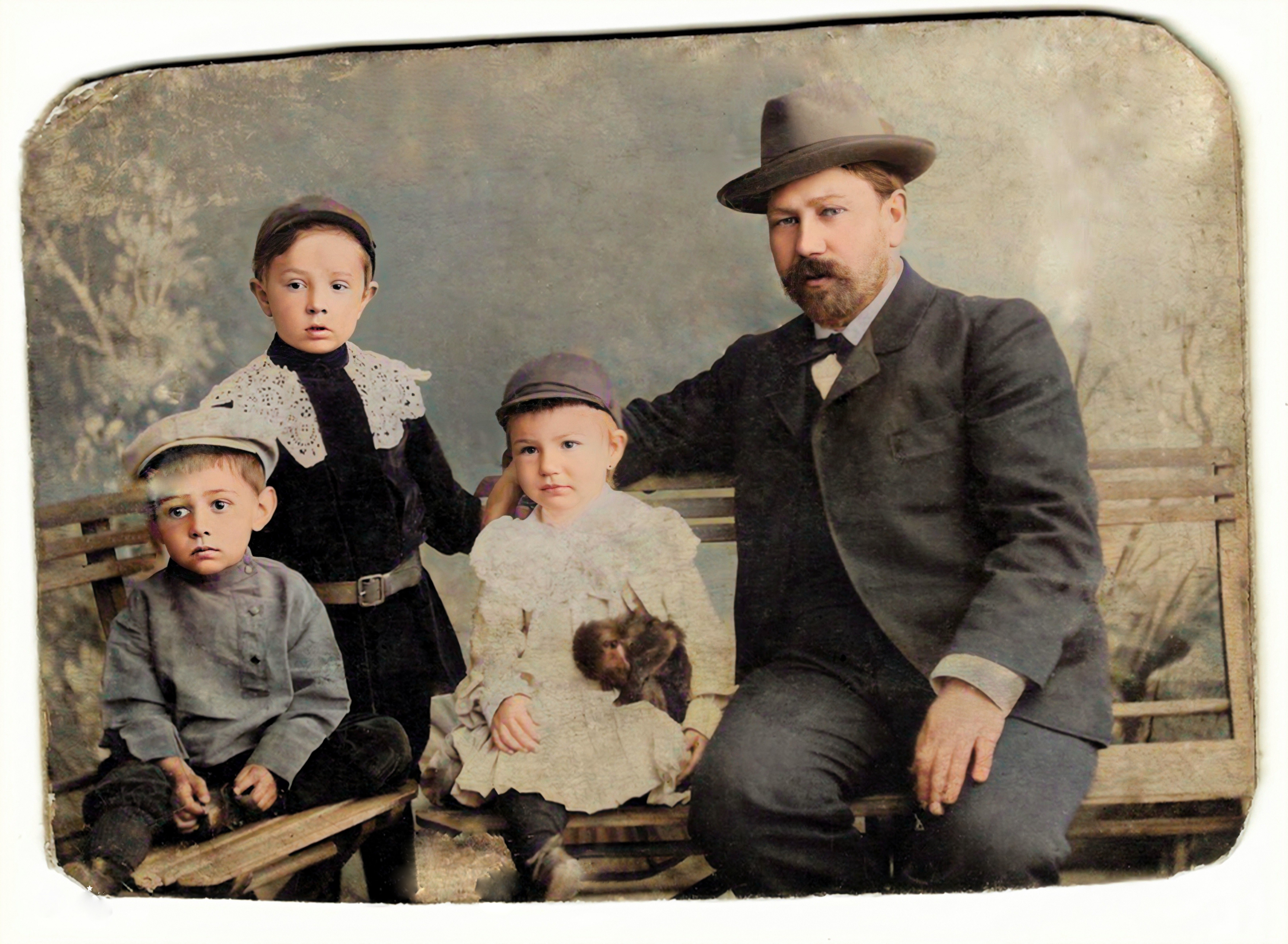
Врач П.Е. Митник с детьми и племянником Н.Я. Митником (слева). Ок.1903-1906 г. Ретушь, колоризация, семейный архив
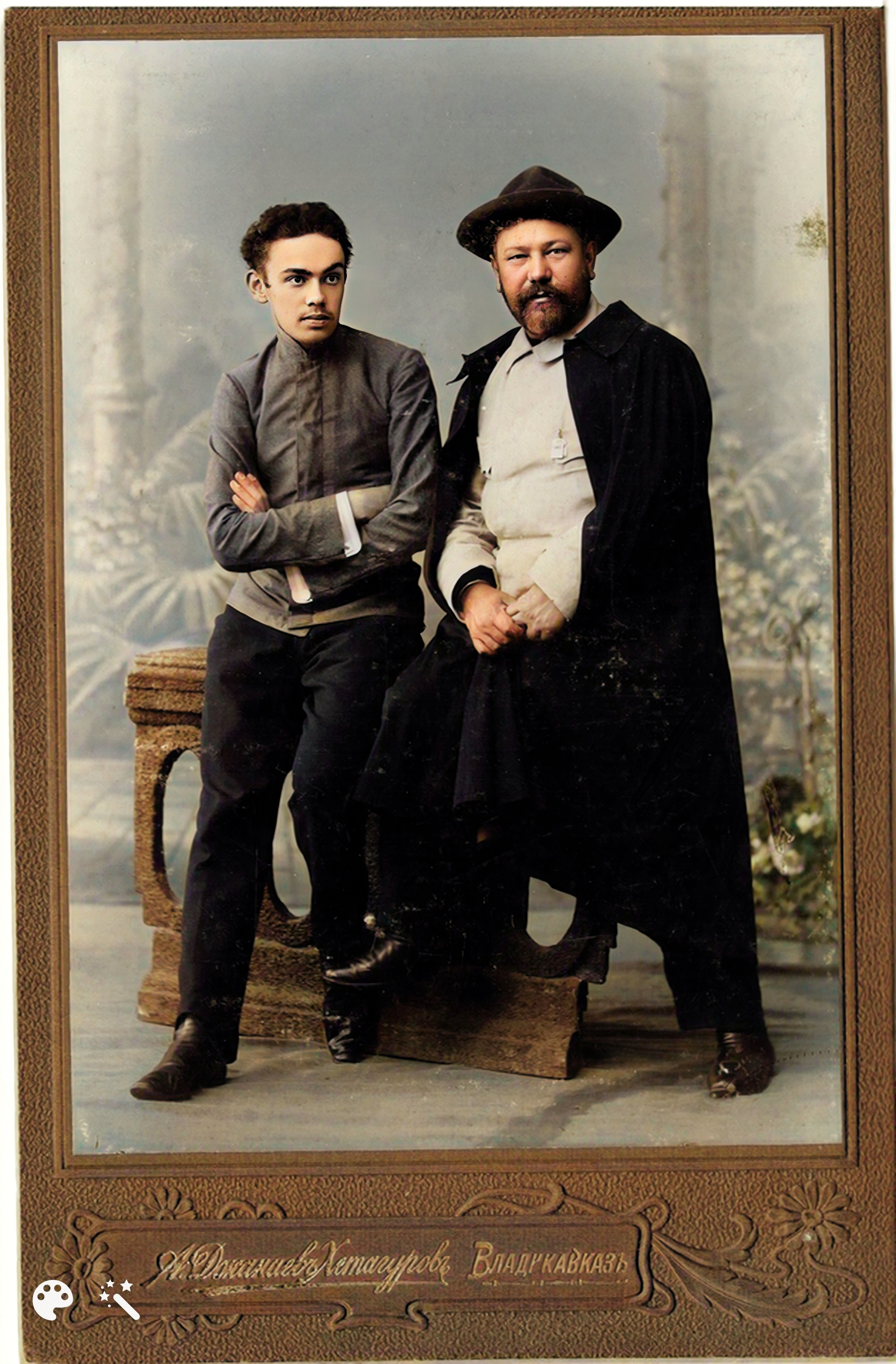
С племянником Василием Алексеевичем Митником. ок. 1906 г. Ретушь, колоризация, семейный архив
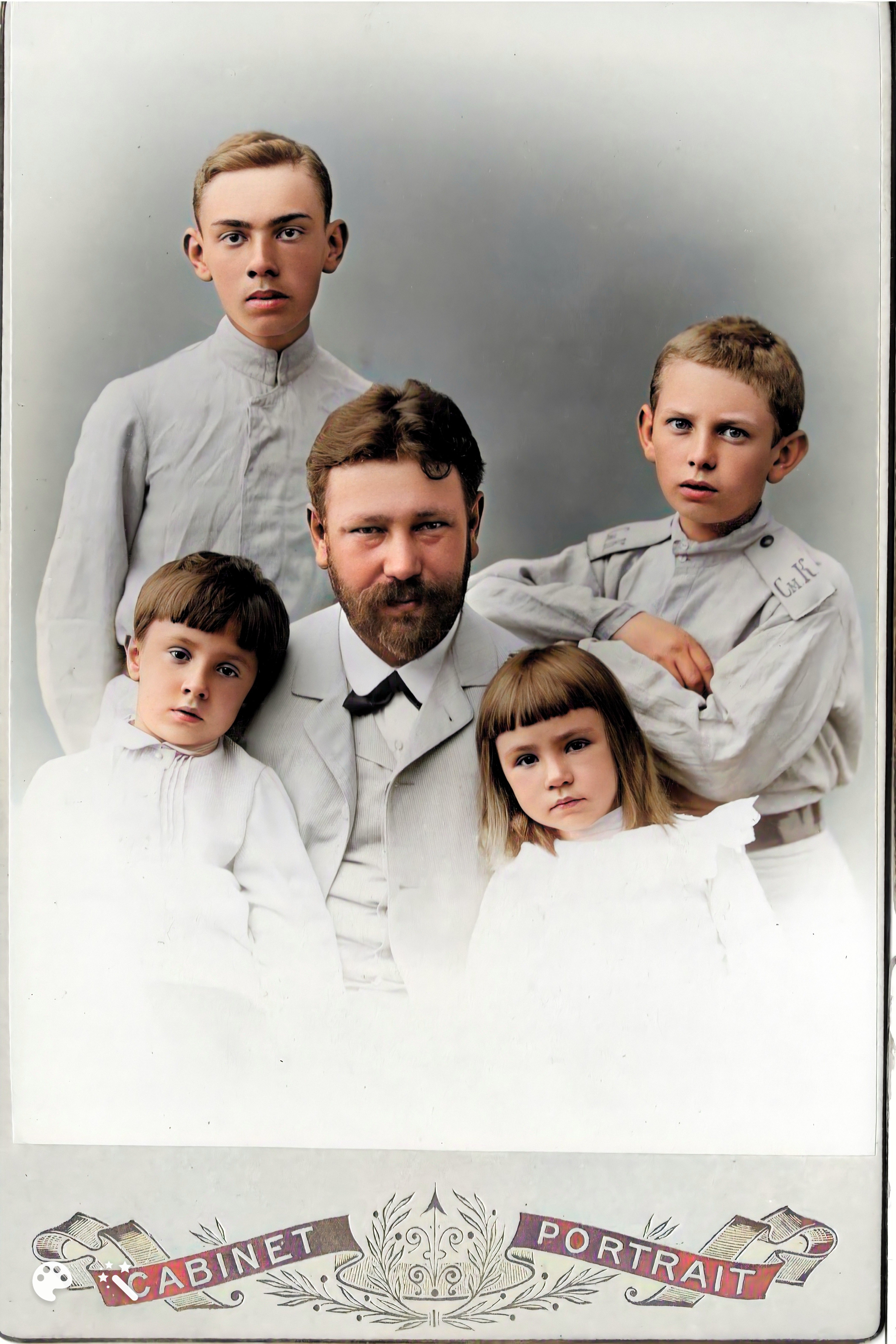
Петр Епифанович Митник с детьми Мишей и Таней (внизу), племянником В. А. Митником. Ок.1906. Ретушь, колоризация, семейный архив
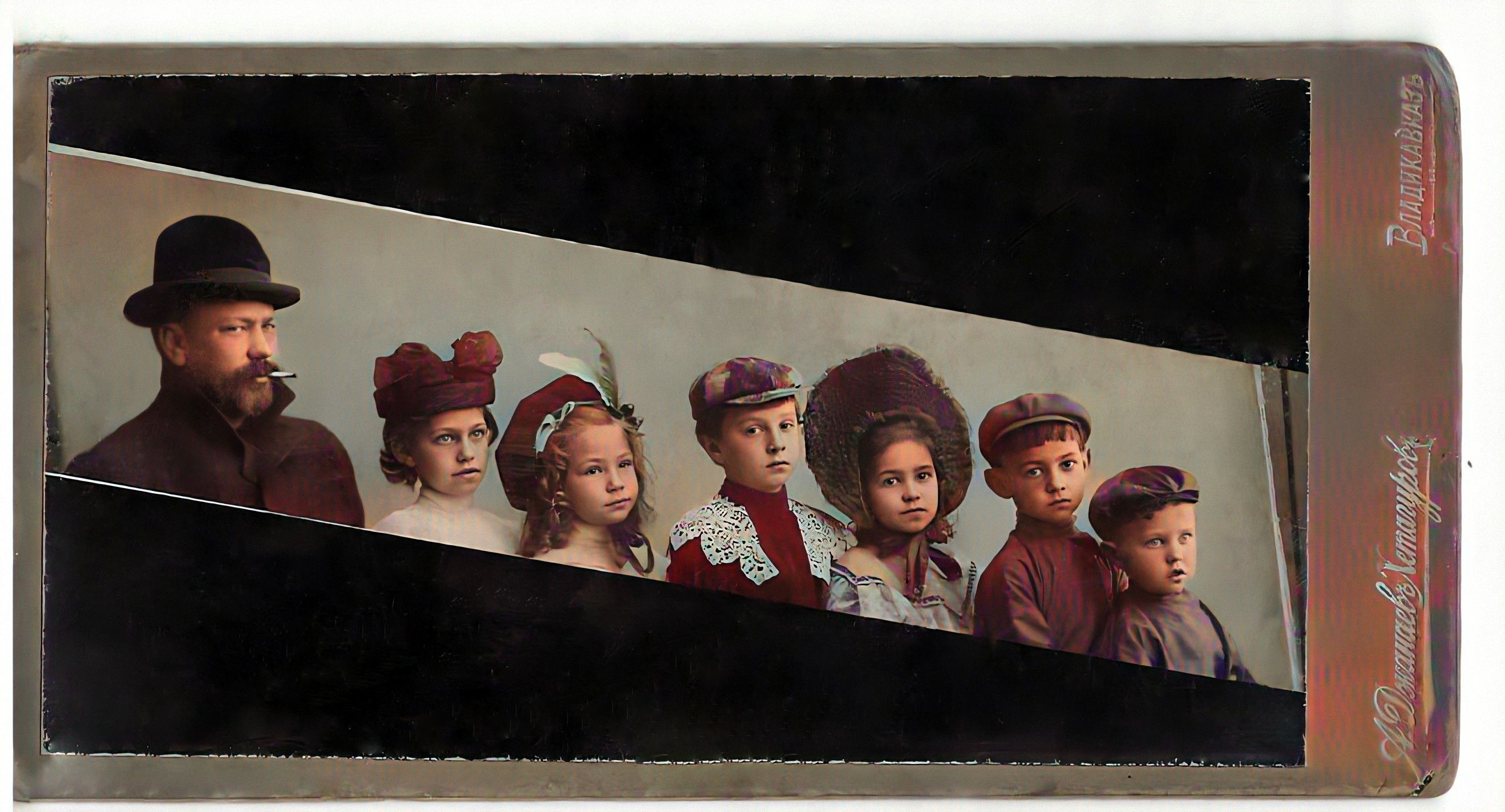
П.Е. Митник с детьми и родственниками. ок.1909, Ретушь, колоризация, семейный архив

## Семья
Отец: Митник Епифан Николаевич (1 марта 1816 — 24 февраля 1883 Тифлис), на 1868—1871 гг. поручик, интендант в г. Тифлис, коллежский асессор. Мать: Митник (Марьина) Дарья Андреевна.
Жена: Кособрюхова Людмила Александровна (22 января 1875, ст. Дубовская, Терской области — 1942, Ленинград). Происходила из казачьего рода, причисленного к дворянству Ставропольской губернии в 1853 г. Дочь полковника А. М. Кособрюхова (1845—1917), сестра ученого Б.А. Кособрюхова. Умерла от лишений во время блокады Ленинграда.
Сын: Митник Михаил Петрович (19 января 1898 Владикавказ — ок. 1965, Москва). На 1957 г. — старший инженер отдела электрооборудования Росглавснабтяжмаша.
Дочь: Митник Татьяна Петровна (26 декабря 1899 Владикавказ — ноябрь 1943, Душанбе). Переехала вместе с братом и матерью в Ленинград, во второй брак вступила с И. А. Тарноградским (1899—1938), сыном владикавказского купца А. Я. Тарноградского. Муж — репрессирован.
Брат: Митник Яков Епифанович (9 октября 1857 — 23 декабря 1905), из потомственных почетных граждан Воронежской губ, учился в Тифлисе, поручик, участник русско-турецкой войны 1877—1878 гг., был ранен в бедро, в 1882—1884 арестован по подозрению в причастности к эсерам, переведен на статскую службу во Владикавказ с 1888 г., затем в чине подполковника старший помощник атамана Сунженского отдела Терской области, был назначен начальником ингушского Назрановского округа 24.08.1905, убит горцами в 23.12.1905 г..
Брат: Митник Алексей Епифанович (09 марта 1863—1935 Тифлис) инженер-архитектор, тифлисский дворянин (на 1889). Строитель Александро-Невской церкви в Гяндже. Работал в должности техника на строительстве Закавказской железной дороги, где получил серьезную травму. Женат на дочери аптекарского ученика девице Марии Яковлевне Фельдман (ок. 1869—1953) православного исповедания. Имел 6 детей.
Брат: Митник Павел Епифанович (29 октября 1861 — 04.01.1886 Тифлис). Состоял в запасе армии унтер-офицером из вольноопределяющихся.
Сестра: Стельницкая (Митник) Мария Епифановна (02.07.1860 — пос. 1911). В браке с капитаном, позднее подполковником 16-го гренадерского Мингрельского полка (позднее 13-го лейб-гренадерского Эриванского полка, уволен по болезни как генерал-майор) Иваном-Брониславом Феликсовичем Стельницким (р. Негневичи 20.05.1857 — пос. 1914, католик, из дворян Виленской губернии), братом С. Ф. Стельницкого. В браке родилось 6 детей.
Сестра: Мойсеева (Митник) Ольга Епифановна (02.05.1868 — пос. 1908). В браке с Николаем Пармёновичем Мойсеевым (14.04.1873 — пос. 1917, сын надворного советника, уроженец Курской губернии) подпоручиком (с 1896) 16-го гренадерского Мингрельского полка.
Сестра: Митник Марфа Епифановна (06.01.1878 Тифлис — пос. 1930). После революции жила в Тбилиси на ул. Марджанишвилли. В брак не вступала.